# Birjusinsk
Birjusinsk (ryska: Бирюсинск) är en ort med cirka 8 500 invånare i Irkutsk oblast i Ryssland, på höger sida av floden Birjusa, 682 kilometer nordväst om Irkutsk.
Birjusinsk grundades som en arbetarbosättning under namnet Sujeticha (ryska: Суетиха) efter floden med samma namn. I samband med att orten fick stadsrättigheter 1967 fick den sitt nuvarande namn efter floden Birjusa.
Stadens näringsverksamhet inkluderar anläggningar för timmerhantering och hydrolys.

## Folkmängd
- 12 januari 1989, folkräkning: 12 066 invånare[3]
- 9 oktober 2002, folkräkning: 10 004 invånare[4]
- 14 oktober 2010, folkräkning: 8 981 invånare[5]
- 1 januari 2015: 8 545 invånare[2]